# 櫻澤ヒカル
櫻澤 ヒカル（さくらざわ ヒカル、1997年7月15日 - ）は、日本のソングライター、編曲家。一二三所属。

## 略歴
2018年、TVアニメ『京都寺町三条のホームズ』オープニング主題歌「恋に咲く謎、はらはらと」で作家デビュー。2019年までドリームモンスターに所属していた。
アニメの主題歌やキャラクターソングを複数手掛けるほか、水瀬いのりや渕上舞といった声優、アイドルマスターミリオンライブなどのゲーム、A応Pなどのアイドルなど、幅広く楽曲を提供している。

## 提供楽曲
| 楽曲                         | 歌手                                    | 担当                      | 発売日         | タイアップ作品                                                    |
| ---------------------------- | --------------------------------------- | ------------------------- | -------------- | ----------------------------------------------------------------- |
| 恋に咲く謎、はらはらと       | A応P                                    | 作詞・作曲 編曲は佐々木裕 | 2018年8月22日  | TVアニメ『京都寺町三条のホームズ』OPテーマ                        |
| ハニー＆ヴィーナス           | おとめボタン                            | 作曲・編曲                | 2018年10月27日 |                                                                   |
| 私に”好き”が舞い降りた       | 星野みやこ（上田麗奈） 松本香子（Lynn） | 作詞・作曲・編曲          | 2019年2月27日  | TVアニメ『私に天使が舞い降りた!』キャラクターソング               |
| Cherry Colored Love          | Sherry 'n Cherry                        | 作詞・作曲・編曲          | 2019年12月24日 | 『アイドルマスター ミリオンライブ! シアターデイズ』楽曲           |
| 夜と、明かりと。             | Sherry 'n Cherry                        | 作詞・作曲 編曲は白戸佑輔 | 2019年12月24日 | 『アイドルマスター ミリオンライブ! シアターデイズ』楽曲           |
| Miel                         | タートルリリー                          | 共作詞・作曲・編曲        | 2020年1月31日  |                                                                   |
| ココロソマリ                 | 水瀬いのり                              | 作曲 編曲は白戸佑輔       | 2020年2月5日   | TVアニメ『ソマリと森の神様』EDテーマ                              |
| Starlight Museum             | 水瀬いのり                              | 共作詞・作曲・編曲        | 2020年12月2日  | テレビ朝日系『musicる TV』2020年12月度OPテーマ                    |
| 恋なの？                     | 渕上舞                                  | 齋藤大と共編曲            | 2021年1月27日  |                                                                   |
| ONE and ONLY                 | 氷帝エタニティと立海ヤング漢            | 出口遼と共作曲            | 2021年3月3日   | アニメ『新テニスの王子様 氷帝vs立海 Game of Future 前篇』EDテーマ |
| Masquerade                   | ちょこらび                              | 作詞                      | 2021年8月1日   |                                                                   |
| Je t'aime。                  | 星街すいせい                            | 作詞・作曲・編曲          | 2021年9月29日  |                                                                   |
| Starry Jet                   | 星街すいせい                            | 齋藤大と共作曲            | 2021年9月29日  |                                                                   |
| Purple Sky                   | 北沢志保（雨宮天）                      | 作曲                      | 2021年9月29日  | 『THE IDOLM@STER MILLION LIVE! M@STER SPARKLE 2』楽曲             |
| つらみ現在進行形             | ワルキューレ                            | 作曲                      | 2021年10月13日 | アニメ『劇場版マクロスΔ 絶対LIVE!!!!!!』挿入歌                    |
| Excite the world!            | 内田真礼                                | Q-MHzと共編曲             | 2021年10月27日 |                                                                   |
| Angel                        | H-el-ical//                             | 作曲・編曲                | 2021年11月7日  |                                                                   |
| ノスタルジックレインフォール | Pastel*Palettes                         | 都丸椋太と共編曲          | 2021年11月10日 | 『バンドリ! ガールズバンドパーティ!』楽曲                         |
| Day of Bright Sunshine       | 中島由貴                                | 作曲・編曲                | 2022年2月16日  | TVアニメ『失格紋の最強賢者』EDテーマ                              |
| 届かない星でいて。           | 雨模様のソラリス                        | 作詞・作曲・編曲          | 2022年2月23日  |                                                                   |
| ミラクルステップ             | YURiKA                                  | 編曲                      | 2022年4月4日   | TVアニメ『怪人開発部の黒井津さん』挿入歌                          |
| 夢の呼応                     | 藍月なくる                              | 作曲・編曲                | 2022年4月21日  |                                                                   |
| よくばりキュートガール       | NEGI☆U                                  | 作曲・編曲                | 2022年6月1日   |                                                                   |
| Chant!                       | 森千早都                                | 編曲                      | 2022年7月3日   |                                                                   |
| Top of the World             | TEMPUS                                  | 作曲・編曲                | 2022年8月13日  |                                                                   |
| Last Sparkle                 | アステル・レダ 岸堂天真 夕刻ロベル      | 作詞                      | 2022年10月1日  |                                                                   |
| NEW[zom]BIE!!                | Kureiji Ollie                           | 齋藤大と共作詞            | 2023年2月19日  |                                                                   |
| キミとひとつ。               | 棗いつき                                | 作詞・作曲・編曲          | 2023年4月30日  |                                                                   |
| クリカエステップ             | UniChØrd                                | 作詞 古峰拓真と共作編曲   | 2023年10月11日 | 『D4DJ Groovy Mix』楽曲                                           |
| バトンタッチ                 | MILLIONSTARS Team5th                    | 作曲・編曲                | 2023年10月25日 | アニメ『アイドルマスター ミリオンライブ！』挿入歌                 |
| Design Enc.                  | 中島由貴                                | 作詞・作曲・編曲          | 2023年11月15日 |                                                                   |
| ユーフォリア                 | 癒月ちょこ                              | 作詞・作曲・編曲          | 2024年3月14日  |                                                                   |
| Vivid! Girly!                | Azure Melodies                          | 作詞 古峰拓真と共作編曲   | 2024年4月30日  |                                                                   |
| Dreamy-Go-Round              | RiPoP                                   | 作詞・作曲・編曲          | 2024年7月17日  | ゲーム『Tokyo 7th シスターズ』楽曲                                |
| Unrealistic                  | ちょこらび                              | 作詞 三村一輝と共作編曲   | 2024年8月1日   |                                                                   |
| Moon Night Wedding           | ちょこらび                              | 作詞                      | 2024年8月1日   |                                                                   |
| ほしとね、                   | 水瀬いのり                              | 作詞・作曲・編曲          | 2024年8月21日  | ハーフアルバム『heart bookmark』収録曲                            |

### ユニットメンバー
1. ↑  馬場このみ（高橋未奈美）、百瀬莉緒（山口立花子）
2. ↑  跡部景吾（諏訪部順一）、向日岳人（保志総一朗）、鳳長太郎（浪川大輔）、日吉若（岩崎征実）、仁王雅治（増田裕生）、柳生比呂士（津田英佑）、丸井ブン太（高橋直純）、切原赤也（森久保祥太郎）
3. ↑  湊あくあ、大空スバル、桃鈴ねね
4. ↑  Regis Altare、Magni Dezmond、Axel Syrios、Noir Vesper
5. ↑  高山紗代子（駒形友梨）、中谷育（原嶋あかり）、野々原茜（小笠原早紀）、箱崎星梨花（麻倉もも）、宮尾美也（桐谷蝶々）